# (55747) 1990 SQ14
(55747) 1990 SQ14 là một tiểu hành tinh nằm ở rìa trong của vành đai chính. Nó được phát hiện bởi Henri Debehogne ở Đài thiên văn La Silla ở Chile ngày 25 tháng 9 năm 1990.